# Melanž (geologie)

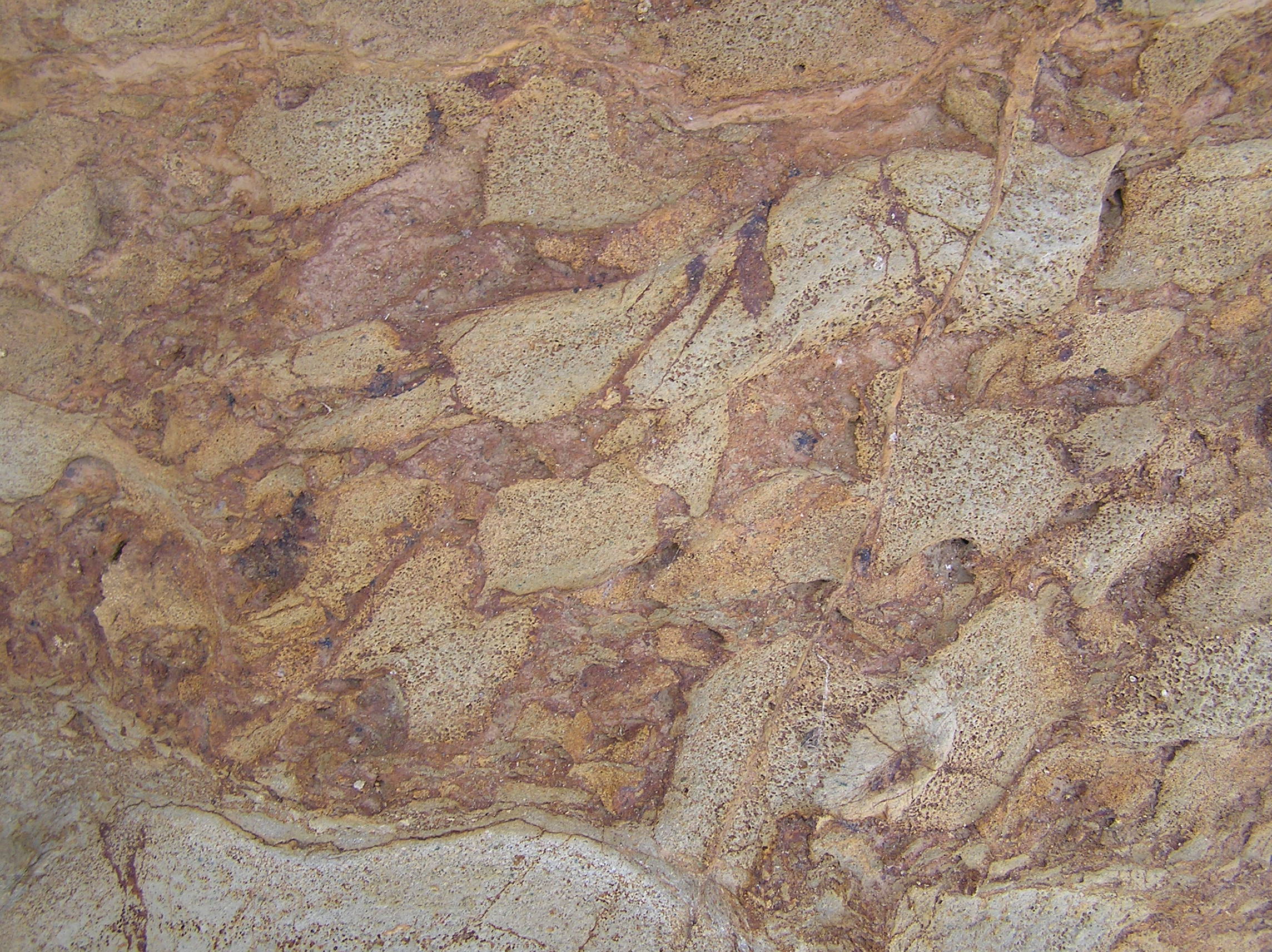
Melanž z oblasti Narooma v Austrálii

Melanž je chaoticky uspořádaný komplex tektonických útržků (brekcie) starších hornin velmi různorodého složení, původu a velikosti nacházející se v plastičtějším mladším materiálu. V současnosti se většinou spojuje s horninami, které vznikaly při subdukci, ať už jako pozůstatky oceánské kůry, nebo jako akreční komplexy. Horniny označené jako melanž musí být zmapovatelné do měřítka 1:25 000.
Termín poprvé použil pro popis hornin ve Walesu Edward Greenly v roce 1919. Francouzské slovo mélange znamená směs.

## Složení
Melanž se skládá z klastů nebo bloků hornin variabilní velikosti, různého původu (mohou být i exotické) v jemnozrnné základní hmotě bez zvrstvení. Bloky a klasty se obvykle vyznačují větší pevností než základní hmota, která je obklopuje, jsou v ní zároveň utopeny a nedotýkají se. Melanže velkých rozměrů vznikající na aktivních okrajích kontinentů se většinou skládají střídavě z materiálu pocházejícího z oceánské kůry a sedimentů kontinentálního svahu v deformované jílovité základní hmotě. V melanžích se mohou nacházet i horniny ze zaniklého ostrovního oblouku. Díky své původní pozici, mohou horniny akrečních melanží poskytovat významné informace o vývoji zaniklých oceánských oblastí a přilehlých kontinentů.

## Vznik
Před všeobecným přijetím teorie deskové tektoniky bylo vysvětlení existence melanží velmi komplikované. Nápadná byla častá přítomnost dobře zachovaných sedimentů v blízkosti modrých břidlic – přeměněných hornin vystavených extrémním tlakům. Existují tři obecně uznávané způsoby vzniku melanží, které se v přírodě pravděpodobně i různě kombinují. Nejstarší interpretace navržená již Greenlym vysvětluje vznik v tektonicky neklidném prostředí vázaném na násunovou tektoniku. Předpokládá se, že melanž je formou velkorozměrové tektonické brekcie vznikající ve zlomové části nebo akrečním klínu nad subdukční zónou. Obdukované horniny oceánské kůry, zejména na povrchu zachované ofiolity jsou často „podestlány“ chaotickými horninami melanží. Jiné teorie vysvětlují jejich vznik gravitačním skluzem, podmořskými sesuvy a úlomkotoky a následnou sedimentací. Melanže, které vznikly tímto způsobem lze označit jako olistostromy – sklouznuté vrstvy. Vznik chaotických sedimentů může způsobit i (pře)tlak pórů fluid a diapirismus.

## Výskyt
První popsanou melanží byla Gwna ve Walesu, která se nachází v Anglesey a na poloostrově Llŷn. Tvoří ji bloky různorodých hornin nacházející se v jemnozrnnejší prachovcové a jílovcové hmotě. Melanže jsou známy z celkem asi 70 zemí. V souvislosti s deskovou tektonikou, byla poprvé dána do souvislosti se subdukčními zónami melanž v komplexu Franciscan, u pobřeží Kalifornie v USA. Známy jsou také z komplexu Bay of Islands z Newfoundlandu. Jiné v Lozovské zóně v Krymských horách.
Na Slovensku v Západních Karpatech je subdukční melanž známa z meliatské jednotky v meliatiku. Tvoří ji mramory, radiolarity ale i oceánské bazalty nacházející se v břidličnaté základní hmotě. Tato melanž vznikla v blízkosti subdukční zóny při uzavírání Meliatského oceánu.